# Renart Vafics Szulejmanov
Renart Vafics Szulejmanov, oroszul: Ренарт Вафич Сулейманов, baskírul: Ренарт Вафа улы Сөләймәнов (Ufa, 1937. július 27. –) világbajnok és olimpiai bronzérmes baskír származású szovjet-orosz sportlövő.

## Pályafutása
Az ufai Gyinamo, majd 1966 és 1972 között a CSZKA Moszkva versenyzője volt. Az 1968-as mexikóvárosi olimpián bronzérmet szerzett gyorstüzelő pisztoly versenyszámban. A világbajnokságokon két arany-, egy ezüst- és két bronzérmet szerzett.
Sportolói pályafutása befejezése után 1972 és 1978 között a Nemzetközi Lövősport Szövetség végrehajtó bizottságának a tagja volt. Technikai küldöttként tevékenykedett az 1974-es thuni (svájci) világbajnokságon, valamint az 1976-os montreali olimpián. 1976 és 1991 között a szovjet, majd az orosz sportlövő válogatott egyik edzőjeként dolgozott.
1960-ban diplomázott a Baskír Állami Egyetemen, és már 1966-ban megvédte disszertációját, és a fizikai és matematikai tudományok kandidátusa lett, majd adjunktusként dolgozott a Baskír Állami Egyetem Matematikai Analízis Tanszékén.

## Sikerei, díjai
- Olimpiai játékok – gyorstüzelő pisztoly
  - bronzérmes: 1968, Mexikóváros
- Világbajnokság
  - aranyérmes (2): 1962, 1966 (gyorstüzelő pisztoly csapat)
  - ezüstérmes: 1966 (középtüzelő pisztoly csapat)
  - bronzérmes (2): 1966 (gyorstüzelő és középtüzelő pisztoly)

## Fordítás
- Ez a szócikk részben vagy egészben  a(z)   Сулейманов, Ренарт Вафич című orosz Wikipédia-szócikk ezen változatának fordításán alapul.  Az eredeti cikk szerkesztőit annak laptörténete sorolja fel. Ez a jelzés csupán a megfogalmazás eredetét és a szerzői jogokat jelzi, nem szolgál a cikkben szereplő információk forrásmegjelöléseként.